# Phanera
Genre
Classification phylogénétique
Phanera est un genre de plantes à fleurs dicotylédones de la famille des Fabaceae, sous-famille des Caesalpinioideae, originaire des régions tropicales d'Asie, qui comprend environ 36 espèces acceptées.

## Liste d'espèces
Selon The Plant List (7 décembre 2018) :
- Phanera aherniana (Perkins) de Wit
- Phanera alata (Ducke) Vaz
- Phanera altiscandens (Ducke) Vaz
- Phanera anamesa (J.F. Macbr.) Vaz
- Phanera angulosa (Vogel) Vaz
- Phanera carvalhoi (Vaz) Vaz
- Phanera confertiflora (Benth.) Vaz
- Phanera cupreonitens (Ducke) Vaz
- Phanera dubia (Vogel) Vaz
- Phanera erythrantha (Ducke) Vaz
- Phanera flexuosa (Moric.) L.P. Queiroz
- Phanera foraminifera (Gagnep.) de Wit
- Phanera glabra (Jacq.) Vaz
- Phanera grazielae (Vaz) Vaz
- Phanera guianensis (Aubl.) Vaz
- Phanera klugii (Standl.) Vaz
- Phanera kunthiana (Vogel) Vaz
- Phanera longiseta (Fróes) Vaz
- Phanera maximiliani (Benth.) Vaz
- Phanera microstachya (Raddi) L.P. Queiroz
- Phanera outimouta (Aubl.) L.P. Queiroz
- Phanera platycalyx (Benth.) Vaz
- Phanera poiteauana (Vogel) Vaz
- Phanera porphyrotricha (Harms) Vaz
- Phanera pterocalyx (Ducke) Vaz
- Phanera radiata (Vell.) Vaz
- Phanera riedeliana (Bong.) Vaz
- Phanera rutilans (Spruce ex Benth.) Vaz
- Phanera siqueirae (Ducke) Vaz
- Phanera smilacina (Schott) Vaz
- Phanera splendens (Kunth) Vaz
- Phanera sprucei (Benth.) Vaz
- Phanera surinamensis (Amshoff) Vaz
- Phanera trichosepala L.P. Queiroz
- Phanera uleana (Harms) Vaz
- Phanera yunnanensis (Franch.) Wunderlin